# Feministiskt självförsvar
Feministiskt självförsvar är en typ av självförsvar som är utformat av kvinnor, för kvinnor. Det feministiska självförsvaret handlar om att skaffa en handlingsberedskap inför det våld och de (sexuella) kränkningar som tjejer och kvinnor ofta utsätts för av killar och män. Den första gruppen av feministiskt självförsvar i modern tid i Sverige startades 1978 av Catharina Calleman. De första träningsgrupperna förenade budo/kampsport med en feministisk analys av mäns våld mot kvinnor. Det sågs då som speciellt dels att träningarna enbart var för kvinnor, dels att alla instruktörer var kvinnor.

## Olika riktningar
Först ut i detta ärende var sjukgymnasten Ester Cronholm (1892-1993), som visserligen gift med Viking Cronholm och upplärd av denne, likväl helt på egen hand efter en demonstration av jūjutsu 1918  på Mosebacke i Stockholm kom att leda kurser i självförsvar för kvinnor.
Mest kända instruktör i feministiska självförsvar i Sverige blev dock Petra Östergren, som med kurser och boken Slå tillbaka! marknadsförde och spred, vad hon kallade "sitt koncept", ett självförsvar i tre steg: 1) Att undvika farliga personer och platser, 2) Att ta sig ur en hotande eller kränkande situation med olika strategier, såsom att sätta gränser och stå på sig eller luras, utan att använda våld, och 3) att ta sig ur hotande eller kränkande situationer med hjälp av våld.
I Kvinnofrontens och Artemis Systrars handbok om feministiskt självförsvar definieras det feministiska självförsvaret istället som tredelat i "grundstenarna": kunskap, handlingsberedskap och systerskap. Det syftar då på att få kunskap om mäns sexualiserade våld, att få handlingsberedskap i form av både fysiska och andra konkreta försvarsmetoder, och att tjejer och kvinnor behöver samarbeta/arbeta politiskt mot allt kvinnoförtryck. I Kvinnofrontens/Artemis Systrars handbok varnar de också för att individualisera det feministiska självförsvaret, bland annat för att det kan riskera att förövarna och det sexualiserade våldet framstår som om det vore den enskilda tjejen/kvinnans problem att lösa.
Bit inte ihop! är ett kurskoncept skapat av Rebecka Bohlin och Sara Berg som utgår från feministiskt självförsvar för att synliggöra de strukturer som påverkar och håller tillbaka kvinnor på arbetsmarknaden. På deras Bit inte ihop!-kurser får deltagarna information för att se strukturer, tid till att reflektera över sin egen vardag och utrymme att genomföra konkreta övningar för att hantera situationen. Kurserna ger grundläggande kunskaper i feministiskt självförsvar, härskartekniker och dina rättigheter på jobbet. De jobbar med teoretiska presentationer, diskussioner, fysiskt försvar och rollspel.
Ung Vänster började arbeta med feministiskt självförsvar år 2000. Där läggs en stor vikt vid systerskap och att deltagarna ska kunna lyfta varandra. Kurserna har anpassats för att utgå från gruppens förutsättningar, oavsett om deltagarna är äldre, bär på fysiska eller psykiska funktionsnedsättningar eller varit med om tidigare övergrepp. Organisationen har också varit drivande för att feministiskt självförsvar ska bli en del av skolundervisningen för tjejer. Ung Vänster har också bidragit till att sprida feministiskt självförsvar i världen och har bland annat utbildat självförsvarsinstruktörer i Palestina, Colombia, Sydafrika och Nepal. 

## Kritik
Feministiskt självförvar har ibland anklagats för att vara för våldsamt, då det aktivt lärs ut hur man kan skada angriparen gravt för att komma undan (t.ex. slå mot ögonen). Kritiker har också sagt att det är en diskriminerande uppdelning av deltagarna – antingen inga män tillåtna, eller så är de bara tillåtna att vara med på diskussionsdelen. Ytterligare kritik har varit att det helt går ut på att angriparna är män och offren kvinnor. 
Likaså har det i det sammanhanget påpekats att de flesta offren för våld i samhället är män, inte kvinnor (även om huvuddelen av förövarna också mot män oftast är män).
De som arbetar med feministiskt självförsvar brukar svara att feministiskt självförsvar inte handlar om att kvinnor ska bli mer våldsamma. Det handlar istället om att ge tjejer och kvinnor handlingsberedskap inför det konkreta våld, som utövas mot tjejer och kvinnor på grund av kön. Även om män utsätts för våld så är det våld av ett annat slag, jämfört med det kvinnor möter. En viktig del av feministiskt självförsvar som inte finns inom vanliga självförsvarstekniker är fokus på skuldbefriande och erfarenhetsutbyte. Genom att dela upplevelser med andra kan man se att man inte är ensam och det blir lättare att lägga skulden där den hör hemma - hos förövaren.  
Utförligare svar på kritiken mot feministiskt självförsvar finns i utdraget ur handboken "feministiskt självförsvar", se externa länkar nedan.

## Idag
Idag finns grupper som arbetar med feministiskt självförsvar på flera håll i landet. Feministiskt självförsvar återfinns bland annat inom kvinnojourer och tjejjourer. Ung Vänster har ägnat mycket tid åt att åka runt och instruera feministiskt självförsvar i skolor, och det finns även nätverk och kursarrangörer som är direkt inriktade på feministiskt självförsvar utan övrig politisk anknytning.
Flera kommuner erbjuder eller har erbjudit kvinnliga elever att gå kurser i feministiskt självförsvar. Både Norrköping och Sandviken gjorde det redan 2002. År 2014 beslutade stadsdelsnämnden Norra Hisingen i Göteborg att alla tjejer i årskurs nio skulle få prova på feministiskt självförsvar. Göteborgs stad avsatte året efter fem miljoner kronor för feministiskt självförsvar i skolan. Även Umeå har erbjudit högstadietjejer feministiskt självförsvar i skolan.